# Cso
A Cso (Jo) a hetedik leggyakoribb koreai vezetéknév, 2000-ben mintegy 1,3 millió dél-koreai viselte, 2015-ben pedig 1 453 827 fő.

## Klánok
A leggyakoribb handzsa (hanja) a 趙 (nara cso/ccsirul cso (nara jo/jjireul jo), 나라 조/찌를 조), a kínai Csao (Zhào) családnévből ered. Ezzel a vezetéknévvel 2000-ben 984 913 koreai rendelkezett és ekkor 68 klán tartozott ide. A legnagyobb lélekszámú klán a hanjang (hanyang)i (한양, 漢陽), 307 746 fővel.
A kevésbé gyakori handzsa (hanja) a 曺 (szongssi cso/muri cso (seongssi jo/muri jo), 성씨 조/무리 조), a kínai Cao (Cáo) vezetéknévből. 2000-ben 362 817 koreai viselte és 20 klán tartozott ide, 2000-ben a legnépesebb a cshangnjong (changnyeong)i (창녕, 昌寧) volt 338 222 fővel.

## HíresCsók(Jók)
- Cso Dzsedzsin (Jo Jae-jin), labdarúgó
- Cso Dzsehjon (Jo Jae-hyeon), színész
- Cso Gjuhjon (Jo Gyu-hyeon), a Super Junior együttes tagja
- Cso Gvon (Jo Gwon), énekes
- Cso Hjonu (	Jo Hyeon-u), labdarúgó
- Cso Jongphil (Jo Yong-pil), énekes
- Cso Mansik (Jo Man-sik), koreai aktivista
- Cso Minheng (Jo Min-haeng), kémikus
- Cso Mingju (Jo Mingyu), operaénekes, a Forestella együttes tagja
- Cso Szumi (Jo Sumi), operaénekesnő
- Cso Szungu (Jo Seung-u), színész
- John Cho, koreai-amerikai színész
- Margaret Cho, koreai-amerikai komikus